# Pacific (Missouri)
Pacific è un comune degli Stati Uniti d'America, situato nello Stato del Missouri, diviso tra la contea di Franklin e la contea di St. Louis.